# Långtjärnen (Bräcke socken, Jämtland, 696279-148055)
Långtjärnen är en sjö i Bräcke kommun i Jämtland och ingår i Ljungans huvudavrinningsområde.